# 爬泳

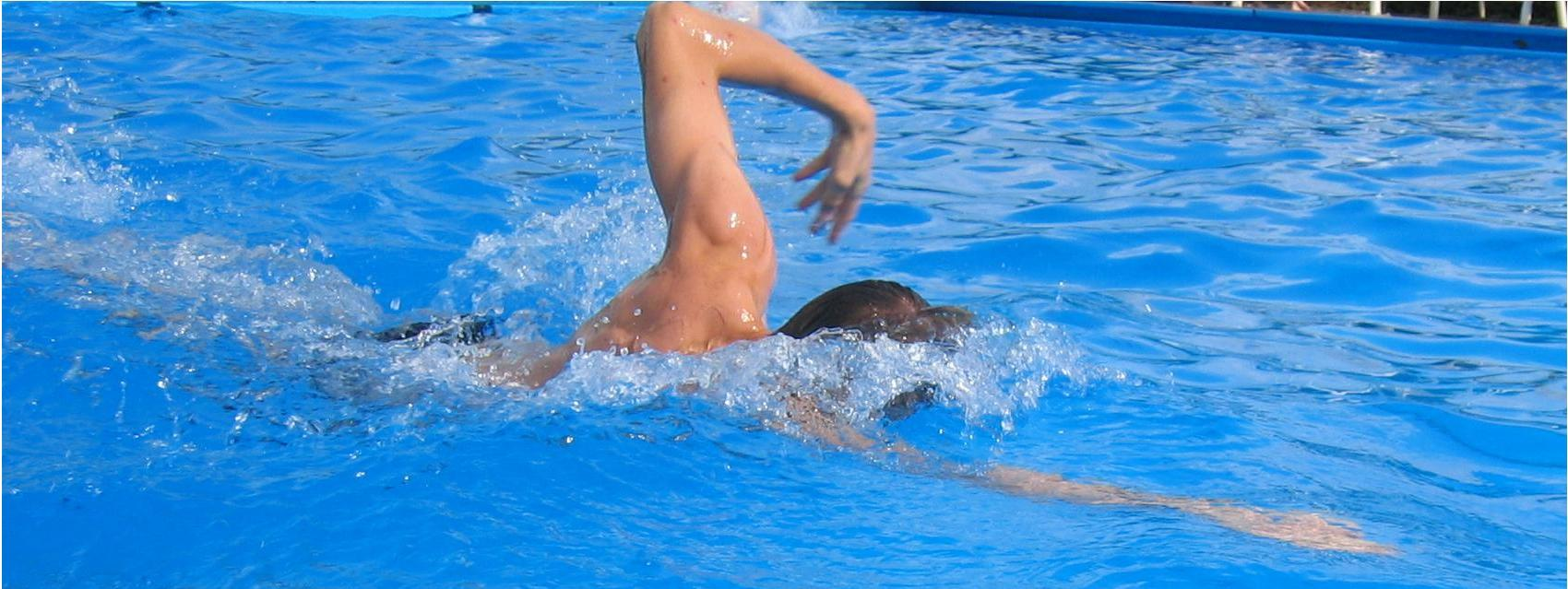
捷泳游泳。

捷泳或爬泳，是一種泳姿。因為速度最快，因此被大多數運動員在自由式項目中使用，使得自由泳幾乎成了捷泳的代名詞，被認為是至今所發現的人類游泳姿勢中最快的一種。捷泳、仰泳是主要的2種「縱軸轉動游泳姿勢」。不像仰泳、蝶泳、蛙泳，捷泳没有被國際游泳聯合會管制，并且被絕大部分的選手在自由式競賽中使用。

## 速度和體型
爬泳最高速度是大约每秒2.34米（每小时8.424公里）。如果出发和转身踢力被包括于此估算，平均速度会更高。蝶泳在循环高峰时比此速度要快，但是平均速度只有每秒1.83米（每小时6.588公里）。
胸部朝下的游泳姿势可以让手臂自由的在水中移动，不同于仰泳，仰泳时手臂不好在脊骨背后移动。水上手臂伸直减少阻力，不同于蛙泳的水下手臂伸直。双臂旋转造成的全身滚动方便下一个循环的动作，不同于蝶泳。爬泳姿势造成循环速度比较均匀。膝关节应该一点点弯曲。

## 历史
爬泳最早作为游泳术语出现，是在澳大利亚游泳冠军查尔斯·斯蒂德曼（Charles Steedman）于1867年出版的一本书中，用于描述小孩子或游泳初学者像狗刨一样的本能划水动作。这种动作很可能逐渐演变出了美洲印第安人的游泳方式，并最终导致了现代爬泳动作的诞生。
在更早的1844年，曾有从尚未开发的美国西部归来的旅行者在英国出版的游记中，详尽记录了北美曼丹族的印第安人双臂交替前伸的游泳动作，但并未给它起名。同一年，英国游泳协会邀请了正在英国做巡回展览的北美欧及布威族印第安人进行游泳表演赛。结果印第安人赢了当时的英国游泳冠军哈罗德·肯沃西（Harold Kenworthy），后者使用的是蛙泳姿势。
根据当时的记录，北美印第安人的泳姿与现代爬泳虽然近似，但也有明显的差别。比如：头部始终保持在水面以上；双臂在空中的时候举得很高，像旋转的风车一样；整个身体会随着双臂的抬起而左右摆来摆去，幅度接近完全侧身，明显大于现代爬泳的身体摇摆程度。由于速度上也没能占优（40码用时30秒），水溅得到处都是，与当时被认为极度优雅的蛙泳没有可比性，所以这种游泳方式没有被欧洲人采用，也没有起正式的名字。
在1870年至1890年期间，英国游泳运动员約翰·亞瑟·特拉真（John Arthur Trudgen）参加游泳比赛时采用了一种杂合的泳姿（详细日期不定，大多引用1873年），将印第安人泳姿的交替前伸手臂动作结合了蛙泳的踢腿动作，并以极大的优势赢得了比赛。据他说，自己是从阿根廷的南美印第安人那里学来了这种泳姿。由于这种泳姿明显的速度优势，它很快成为了游泳者争相模仿的新热门，被命名为“特拉真式”姿势，但并未出现爬泳一说。
此后，特拉真式不断被人们改进，包括头部保持在水下，腿部动作从蛙式踢腿改为当时侧泳所用的剪式踢腿。1902年，迪克·卡维尔（Dick Cavill）（一说是阿利克·维克汉姆（Alick Wickham））在游泳比赛中采用了更加接近现代爬泳的泳姿。其上半身动作仍是特拉真式的，而下半身改为了双腿交替鞭打水面的动作，步调与手臂动作一致，速度也得到了进一步的提高。据最初的使用者说，这种泳姿是从所罗门群岛的原住民那里学来的。对于这种最新的泳姿，人们开始称之为“特拉真爬泳”或“澳大利亚爬泳”。这是“爬泳”这个术语首次与现代爬泳动作联系起来。
在这之后，爬泳动作不断还有小的改进。比如美国运动员把摆腿的频率从每个划臂周期两次改为了每个划臂周期六次，澳大利亚运动员进一步把呼吸的方式从两侧呼吸改为仅单侧呼吸。此时，现代游泳赛场上所能看到的爬泳动作基本就定形了，时间在1910年前后。

## 技術
捷泳動作結構比較合理、省力、阻力小，是當前速度最快的一種游泳姿勢。
動作結構與技術要點:

### 身体姿势
捷泳時身體俯臥在水面成流線型，背部和臀部的肌肉保持適當的緊張度，在游進中保持頭部平穩，軀幹圍繞身體縱軸有節奏的自然轉動35゜~45゜。

### 腿部動作
捷泳腿部動作雖有一定的推進力，但主要起平衡作用，保持身體的穩定和協調雙臂做有力地划水。要求兩腿自然併攏，腳稍內旋，踝關節關松，以髖關節為軸，由大腿帶動小腿和腳掌，兩腿交替做鞭打動作，兩腳尖上下最大幅度約30~40厘米，膝關節最大屈度約160゜。

### 手部動作
捷泳的手部動作是推動身體前進的主要動力。以一個週期分為入水、抱水、划水、出水和空中移臂幾個不可分割的階段。 
1. 入水：完成空中移臂後，手在控制下自然放鬆入水。手的入水點一般在身體縱軸和肩關節的前後延長線之間。入水時手指自然伸直微張約3~8mm，臂內旋使肘關節抬高處於最高點，掌手斜向外下方，使手指首先觸水，然後是小臂，最後是大臂自然插入水中。
2. 抱水：臂入水後，在積極向下方插入的過程中，手掌從向斜外下方轉向斜內後方並開始屈腕、屈肘，肘高於手，以便能迅速過渡到較好的划水位置。抱水結束，手掌已經接近對水，肘關節屈至150゜左右，整個手臂像抱著一個大圓球似的為划水作準備。
3. 划水：划水是發揮最大推進作用的主要階段，其動作過程可分為拉水和推水兩個部分。緊接抱水階段進入拉水，這時要保持抬肘，並使大臂內旋。同時繼續屈肘，使手的動作迅速趕上身體的前進速度，能使水動作造成合理的動作方向呼路線，同時，也使主要肌肉群在良好的工作條件下進入推水動作，拉水至肩的垂直平面後，即進入推水部分，這時肘的屈度約100゜左右。大臂在保持內旋姿勢，帶動小臂，用力向後推水。同時，使肩部後移，以加長有效的划水路線。向後推水有一個從屈臂到伸臂的加速過程，手掌從內向上，從下向上的動作路線加速劃至大腿旁。整個划水動作，手的軌跡始於肩前，繼之到腹下，最後到大腿旁，呈s形。
4. 出水：划水結束時，掌心轉向大腿，出水時小指向上，手臂放鬆，微屈肘。由上臂帶動，肘部向外上方提拉帶前臂和手出水面，掌心轉向後上方。出水動作必須迅速而不停頓，同時應該柔和、放鬆。
5. 空中移臂：緊接出水不停頓地進入空中移臂，移臂時，肘高於手。
6. 兩臂配合：捷泳時兩臂划水發生的交叉位置有前交叉、中交叉和後交叉三種類型。前交叉是指一臂入水時，另一臂已前擺至肩前方與平面成30゜左右。 前交叉有利於初學者掌握自由泳動作和呼吸。 中交叉是指一臂入水時，另一臂處在向內划水階段與水平面成90゜。後交叉是指一臂入水時，另一臂劃至腹下，手與水平面成150゜左右。

### 臂、腿和呼吸和配合技術
捷泳時，一般是在兩臂各划水一次的過程中進行一次呼吸，以向右邊吸氣為例：右手入水後，嘴和鼻開始慢慢呼氣。右臂划水至肩下，開始向右側轉頭和增大呼氣量。右臂推水即將結束，則用力呼氣。右臂出水時，張嘴吸氣，至空中移臂的前半部為止，並開始轉頭還原。然後，直至臂入水結束，有一個短暫的閉氣過程，臉部轉向前下。頭部穩定時，右臂入水，再開始下一慢慢呼氣的過程。 
捷泳的呼吸與臂、腿配合，初學者一般者採1：2：6的方法，即呼吸一次、臂劃兩次、腿打6次，這種配合方法易保持平衡和協調掌握自由泳技術。

## 练习方法
初学者学习自由泳可遵循以下14个步骤：
1. 俯卧池边打水。直腿绷脚面，频率快，打水的幅度小，用力轻。
2. 扶边憋气腿打水。
3. 扶边抬头腿打水。
4. 水中推边后退打水
5. 蹬边滑行打腿练习。需要呼吸时可做一次蛙泳划手抬头吸气。
6. 扶板打腿。打腿是大腿带动小腿，向下用力，向上时放松。向下打腿时髋部用力，双脚内旋，拇指相对。熟练后扶板的中前端，头保持着水面上，逐步增长距离。
7. 陆上划臂模仿。先进行单臂训练。一，前抱水，手掌小臂对后方。二，后退。三，侧前摆。入水要轻，划水要快，并采用屈臂划水。推水要加速，出水要放松，向前移臂要稍快。
8. 陆上划臂呼吸模仿。先单后双。一，做前抱，侧转头。二，后退，吸气。三，侧摆，短暂憋气后呼气。
9. 水中扶边腿打水加呼吸练习。打腿过程中侧转头吸气，水中呼气。
10. 蹬边滑行打腿加呼吸练习。用力蹬壁滑行，一臂前伸，一臂划水，水中呼气，侧转头吸气，主要练习呼吸动作。转头吸气时脸颊要贴近水面，下颌靠近肩膀，两眼向后看。
11. 扶板打腿划单臂加呼吸练习。手扶板中央。
12. 双脚勾住水线，练习臂划水。保持身体平直，臂入水要轻，保持斜插或斜切入水。抱水屈臂划水要快，推水加速。
13. 蹬边滑行打腿划臂配合练习。
14. 完整自由泳。[1]

### 引用
1. ↑  .   [2013-03-26]. （原始内容存档于2006-09-03）.

### 书籍
- Hines, Emmett W. . Human Kinetics Publishers. 1998. ISBN 0-88011-656-0.